# 海上发射公司

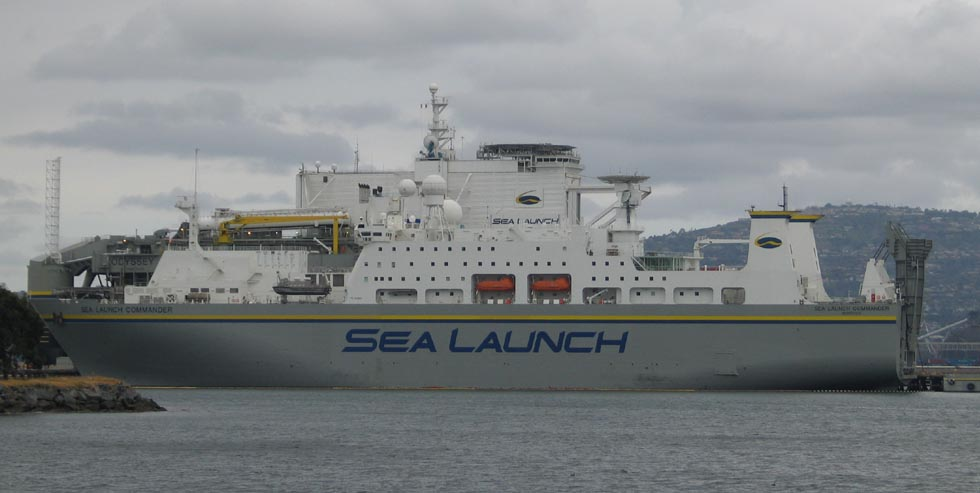
海上发射装配指挥船

海上发射公司（Sea Launch）是一个提供飞船发射服务的俄罗斯公司，它利用一个移动海上平台，在赤道水域利用专门改进的天顶-3SL运载火箭发射商业有效载荷。至2008年9月，海上发射公司进行的29次发射中，有2次失败，另外还有1次部分失败。
海基发射系统可以让火箭在地球表面上的最佳位置点火，比起陆基发射系统来，能明显地增加有效载荷并减小发射成本。目前海上发射公司所有己发射的商用载荷均为要进入地球同步转移轨道的通信卫星。
海上发射公司进行发射前，发射架及箭体（包括有效载荷）在加利福尼亚州长滩港口的海上发射指挥船上装配，完成后转移到能自航的海洋奥德赛号发射平台上，然后与担任指挥中心的指挥船一道，驶往太平洋赤道附近海域（ 0°N 154°W / 0°N 154°W）进行发射。
海上发射公司成立于1995年，最开始由来自美国、俄罗斯、乌克兰和挪威的四家公司共同投资在开曼群岛注册，并在1999年3月发射了首枚火箭。当时它主要由波音公司管理，其它股东共同运营。
海上发射公司是当时世界上唯一提供海基发射服务的公司，但海上发射的构想却不止一个。1964年至1988年间，意大利罗马大学和美国太空總署从位于肯尼亚海岸的圣马可固定平台上发射过多枚航天器。1998年7月7日，在巴比伦支海域附近，一枚由新莫斯高夫斯克号潜艇发射的静海号运载火箭将两枚通信卫星送入轨道，它们由柏林工业大学为德国航天局制造。

## 公司运作
1993年，在明确了不会有比侦察兵-2（SCOUT-2）火箭更强大的运载火箭用于圣马可运载火箭后（从圣马可发射的有效载荷不超过200公斤），俄罗斯和美国开始就一个后来被称为海上发射的项目进行磋商。
1995年，休斯航天通信公司与海上发射公司签订了首份合同，包括10次发射及10次期权。劳拉太空系统公司随后也签订了五次发射的合同。
据1996年报道，项目总费用达5.83亿美元。大通曼哈顿银行當時提供了约4亿美元的贷款，俄罗斯和乌克兰也得到了世界银行（共1.75亿美元，1亿美元给俄罗斯，7,500万美元给乌克兰）和欧洲复兴开发银行（6,500万美元）的贷款。
海上发射公司与亞利安太空公司、三菱重工签订了互惠协议，为系统由于可靠性、容量、积压或其他原因导致无法发射时提供保险。此协议于2004年时首次践行，当时由于可靠性的原因，阿丽亚娜空间公司不得不用阿丽亚娜-5运载火箭替海上发射公司重新安排了一次发射。
海上发射公司声称，他们的发射运营成本低于能力相当的陆基发射系统，部分原因是减少了工作人员需求。其平台和指挥船共有310名船员。
2006年3月17日，海上发射公司的主席和总经理 Jim Maser 宣布将离开该公司加入美国SpaceX公司担任总裁兼首席运营官。
该公司于2009年6月22日宣布破产， 2010年重组， 俄罗斯能源火箭集团占该公司股份95%，美国波音公司占3%，挪威阿克解决方案公司占2%， 乌克兰不再参与该项目。
| 公司名称           | 所属国家 | 股份 |
| ------------------ | -------- | ---- |
| “能源”火箭航天集团 | 俄罗斯   | 95%  |
| 波音商業太空公司   | 美国     | 3%   |
| 阿克解决方案公司   | 挪威     | 2%   |

## 发射流程

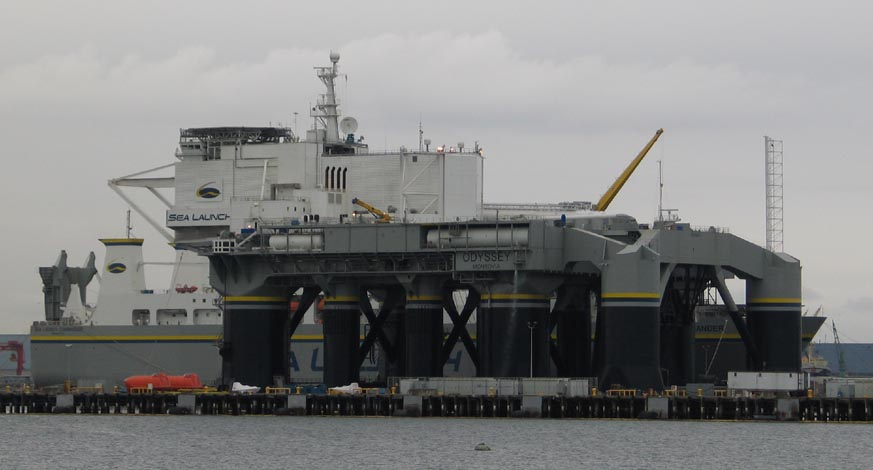
海上发射公司的奥德赛发射平台

至2008年9月，海上发射公司共发射了29枚火箭，26枚成功，1个只取得部分成功。第一个验证卫星和第一个商业卫星分别于1999年3月27日、1999年10月9日发射。2000年3月12日，为休斯公司制造、ICO全球通信公司所有的通信卫星进行其第二次商业发射时，海上发射公司尝到了首次失败。这归咎于一个软件错误，它使二级火箭的一个阀门未能成功关闭。第二次火箭发射失败是在2007年1月30日，发动机点火几秒钟后在发射台上爆炸，天顶-3SL运载火箭连同波音制造的荷兰NSS-8卫星均被炸毁。
迄今为止，海上发射公司的所有任务均使用定制的天顶- 3SL三级运载火箭，可将多达6吨的有效载荷运送到地球同步转移轨道。海上发射公司的火箭部件由多家公司制造，位于乌克兰的南方设计局生产天顶号火箭的第一级和第二级，位于俄罗斯莫斯科的Energia火箭公司生产第三级的DM－SL模块和主发动机，位于美国西雅图的波音公司生产有效载荷整流罩和级间结构。
海上发射公司在加州长滩组装火箭，主要的装配在装配指挥船上完成，有效载荷首先进行测试、加注燃料并封装，之后，火箭转移到自航发射平台的横向架上并进行测试。
发射平台及指挥舰需长途航行约4828公里，分别耗时11天、8天，最后定位在离基里巴斯圣诞岛约370公里的赤道附近国际水域（0°N 154°W / 0°N 154°W）。平台吃水达其发射深度22米后，发射架打开，火箭起竖，发射平台船员撤离到指挥舰上，并驶离到5公里以外。确保发射平台上无人后，火箭就开始加注、发射。
| 日期           | 有效载荷                     | 质量        | 结果     | 序号 |
| -------------- | ---------------------------- | ----------- | -------- | ---- |
| 1999年3月27日  | DemoSat                      | 4.5 吨（t） | 成功     | 1    |
| 1999年10月9日  | DIRECTV 1-R                  | 3.5 t       | 成功     | 2    |
| 2000年3月12日  | ICO Satellite Management F-1 | 2.7 t       | 失败     | 3    |
| 2000年7月28日  | PanAmSat PAS-9               | 3.7 t       | 成功     | 4    |
| 2000年10月20日 | Thuraya-1                    | 5.1 t       | 成功     | 5    |
| 2001年3月18日  | XM Satellite Radio XM-2 ROCK | 4.7 t       | 成功     | 6    |
| 2001年5月8日   | XM-1 ROLL                    | 4.7 t       | 成功     | 7    |
| 2002年6月15日  | Galaxy 3C／Galaxy IIIC       | 4.9 t       | 成功     | 8    |
| 2003年6月10日  | Thuraya-2                    | 5.2 t       | 成功     | 9    |
| 2003年8月7日   | EchoStar IX／Telstar 13      | 4.7 t       | 成功     | 10   |
| 2003年9月30日  | Galaxy XIII／Horizons-1      | 4.1 t       | 成功     | 11   |
| 2004年1月10日  | Telstar 14／Estrela do Sul 1 | 4.7 t       | 成功     | 12   |
| 2004年5月4日   | DIRECTV-7S                   | 5.5 t       | 成功     | 13   |
| 2004年7月28日  | Telstar-18                   | 4.8 t       | 发射异常 | 14   |
| 2005年3月1日   | XM-3                         | 4.7 t       | 成功     | 15   |
| 2005年4月26日  | SPACEWAY-1                   | 6.0 t       | 成功     | 16   |
| 2005年6月23日  | Intelsat IA-8                | 5.5 t       | 成功     | 17   |
| 2005年11月8日  | Inmarsat 4-F2                | 6.0 t       | 成功     | 18   |
| 2006年2月15日  | EchoStar X                   | 4.3 t       | 成功     | 19   |
| 2006年4月12日  | JCSAT-9                      | 4.4 t       | 成功     | 20   |
| 2006年6月18日  | Galaxy 16                    | 5.1 t       | 成功     | 21   |
| 200年8月22日   | Koreasat 5                   | 4.9 t       | 成功     | 22   |
| 2006年10月30日 | XM-4                         | 4.7 t       | 成功     | 23   |
| 2007年1月30日  | NSS-8                        | 5.9 t       | 失败     | 24   |
| 2008年1月15日  | Thuraya-3                    | 5.2 t       | 成功     | 25   |
| 2008年3月19日  | DirecTV-11                   | 5.9 t       | 成功     | 26   |
| 2005年5月21日  | Galaxy 18                    | 4.6 t       | 成功     | 27   |
| 2008年7月16日  | EchoStar XI                  | 5.5 t       | 成功     | 28   |
| 2008年9月24日  | Galaxy 19                    | 4.7 t       | 成功     | 29   |
| 2009年4月20日  | SICRAL 1B                    | 3.0 t       | 成功     | 30   |

## 发射NSS-8卫星的失败
2007年1月30日，海上发射公司的天顶- 3SL运载火箭的500吨燃料及搭载的荷兰NSS-8通信卫星，在发射时爆炸。后来发布的照片及YouTube上的视频显示，洋面上升起一个远远大于发射平台的火球。 
由于发射平台的自动化发射过程中所有工程师均要求撤离，所以事故中无人受伤。2007年2月1日，海上发射公司发表了一项声明，详细说明事故情况。
2007年2月3日，网上论坛张贴了受损伤平台的照片。发射平台的损害大多是表面损伤，但爆炸发射平台下面的尾焰导流器被炸裂散开，坠入海中丢失。
2007年3月，NSS - 8发射失败后不久，休斯网络系统公司（Hughes Network Systems）将原本交由海上发射公司的天顶3SL号发射的“太空-3”卫星（SPACEWAY-3）改交给阿丽亚娜-5发射 。
海上发射平台在加拿大进行修理，停靠在紧邻不列颠哥伦比亚省维多利亚的西边的加拿大海軍愛斯奎馬特基地附近，并于2007年7月31日离开。维修于2007年9月完成，两艘船只都返回了自己在加州长滩的母港。

## 关注与调查
1998年，波音公司在此项目开发期间被美国国务院罚款1000万美元，因其在与海上发射公司的外国伙伴的合作中，违反了武器出口管制法案中有关转运导弹技术的条款，这个金额也是同类民事处罚的最高的（本可处罚高达1.02亿美元） 。海上发射项目在调查期间被中止了两个月。
美国国务院发现1994年1月至1998年1月间，波音公司非法出口了“国防文献”和“国防服务”，尽管当时没有被裁定为损害国家安全。此事是在波音公司的内部调查中发现的。
大约在同一时间美国海关总署试图阻止海上发射公司在没有军火进口许可证的情况下，将天顶-3SL运载火箭（归类为导弹）运到加利福尼亚州装配。这件事以有利于公司的方式解决了。
也是在1998年，共16个会员国的南太平洋论坛发表了一项公报，要求美国停止该项目，除非相关的环境问题能解决。主要的批评来自岛国基里巴斯。
该项目1997遭到了国际运输工人联合会（ ITWF ）的批评，因其是在利比里亚进行的船只登记。1999年5月，海上发射公司与ITWF达成了一项协议，允许ITWF检查员作为其船员。

## “陆射”系统
“陆射”系统利用拜科努尔航天中心现有的基础设施， 运载器则采用海上发射的天顶3-SL号三级运载火箭的变体。陆射的天顶3-SLB运载火箭满足了重达三吨半的商业卫星的发射需要。两级的天顶-2SLB运载火箭则可将高达13吨重的有效载荷送入具一定倾角的低地球轨道。
2008年4月28日，天顶- 3SLB火箭在拜科努尔航天中心将空间通信公司（Spacecom Ltd）的阿莫斯-3（AMOS-3）航天器发射入轨，这是“陆射”系统的第一次发射。
直至2010年，“陆射”系统已進行4次衛星發射。

## 优势
海基赤道发射平台有几个超过传统陆上发射的优势：
1. 地球自转在赤道上达到最大的旋转速度，在此发射能得到额外的发射速度增量。
2. 消除了地球静止轨道零度倾角需要的轨道平面变化，运载能力得到了显著的提升 。同样的火箭从北纬28.5度的卡纳维拉尔角发射，能达到地球静止轨道的载荷将减少15％ -20％。
3. 海洋发射降低了在人口密集地区发射的风险，有更好的第三方安全性。
4. 没有与其他发射系统的冲突，附近也几乎完全没有限制发射的船只或空中交通。
5. 以达成任意轨道倾角，覆盖了卡纳维拉尔角和范登堡空军基地两个发射场合起来才能得到的轨道倾角范围。

### 註腳
1. ↑  . CyberSecurity.ru.   [2014-07-14]. （原始内容存档于2014-07-15）.
2. ↑  .   [2014-07-14]. （原始内容存档于2014-11-02）.

### 其他參考資料
- 《跨越千年：世界航天回顾与展望》，（俄罗斯）基谢列夫、梅德维捷夫、梅尼希科夫等著；ISBN 978-7-5612-2105-1